# Franco Cocco
Franco Cocco (Buddusò, 21 settembre 1935) è uno scrittore italiano.

## Biografia
È nato a Buddusò e ha studiato presso il collegio dei Salesiani, la scuola frequentata anche da Antonio Gramsci, fatto di cui l'autore è stato sempre orgoglioso. Si è diplomato presso l'Istituto Magistrale di Ozieri, ed in questa città ha insegnato presso le scuole elementari.
In seguito si è laureato presso l'Università degli Studi di Sassari in Scienze Pedagogiche, dove, presso l'Istituto di Filologia Moderna per meriti culturali, è stato comandato dal Ministero della Pubblica Istruzione per svolgere compiti di ricerca letteraria e di  formazione didattica.
Ha insegnato italiano e storia nelle scuole superiori di Ozieri. 
Autore di varie raccolte di poesia, ne ha fornito qualche anticipazione su La Fiera letteraria (1972), La Grotta della vipera, Thèlema, Sesuja e Salpare.
Lettore attento di poesia, ha svolto attività di critico di letteratura contemporanea con saggi e recensioni su riviste e giornali letterali, oltre che su La Grotta della vipera, Sesuja, Il  ragguaglio librario, La Nuova Sardegna e Salpare.
Nella prefazione alla raccolta L'arca di vento (1998) premiata al "Giuseppe Dessì", ha scritto Mario Luzi: "Condensa nel suo svolgimento teorico operativo - di poetica cioè e di poesia in atto - il magistero di alcuni dei più intensi momenti della tradizione novecentesca; se c'è una poesia "a maiori" nell'ordine dei temi e degli intendimenti, è la sua". Le poesie de L'arca di vento sono state tradotte in francese, in spagnolo ed in corso, nell'ambito del progetto Interromania.
Presentando In nome della pietra (1999) Bandinu puntualmente individuava: "l'ansia che percorre l'esistenza dall'arco di pietra del portale, alla stele epitaffio".
Come critico letterario collabora con riviste letterarie e quotidiani, da La grotta della vipera, a Ragguaglio letterario, a La Nuova Sardegna.

## Opere
- LinguaLimba - Apologia della mandorla gèmina.- 2017. Prefazione di Leandro Muoni. Presente "Poemetto" sulle ceneri di Placido
- La fiaccola d'ansia.- 2015. Prefazione di Leandro Muoni
- La spina segreta.- 2012. Intervista all'autore
- A fil di spada.- 2012. Intervista all'autore
- Bijones de luna- Visioni lunari. - 2007
- Sos cantos de su 'entu bardaneri - I canti del vento bardanico. - 2001, Premio Nazionale Lanciano 2002
- Dove l'ombra d'alloro - poeti bilingui a Ozieri. - 1987
- In nome della pietra. - 1999. Prefazione di Bachisio Bandinu
- L'arca di vento. - 1999. Prefazione di Mario Luzi
- L'Amarezza leggiadra della lingua. Atti del Convegno sul felibrismo. Percorsi e prospettive della lingua materna nella poesia contemporanea di Sardegna. 1997
- L'isola immaginario d'arcipelago: dal balbettìo corale alla voce antica dei poeti contemporanei di Sardegna. - 1995
- La radice del pianto. - 1995
- Pasolini, un mito dentro lo scisma. - 1984

## Premi
- Premio Città di Monza - 2004 [1]
- Premio Dessì - Villacidro - 1999 [2]
- Premio Casu - Berchidda - 2007
- Premio Romangia - 1999
- Premio Nazionale Lanciano - Mario Sansone - 1998
- Premio Città di Ozieri - 1997
- Premio Poesia Nosside - 1993